# Sluis 18

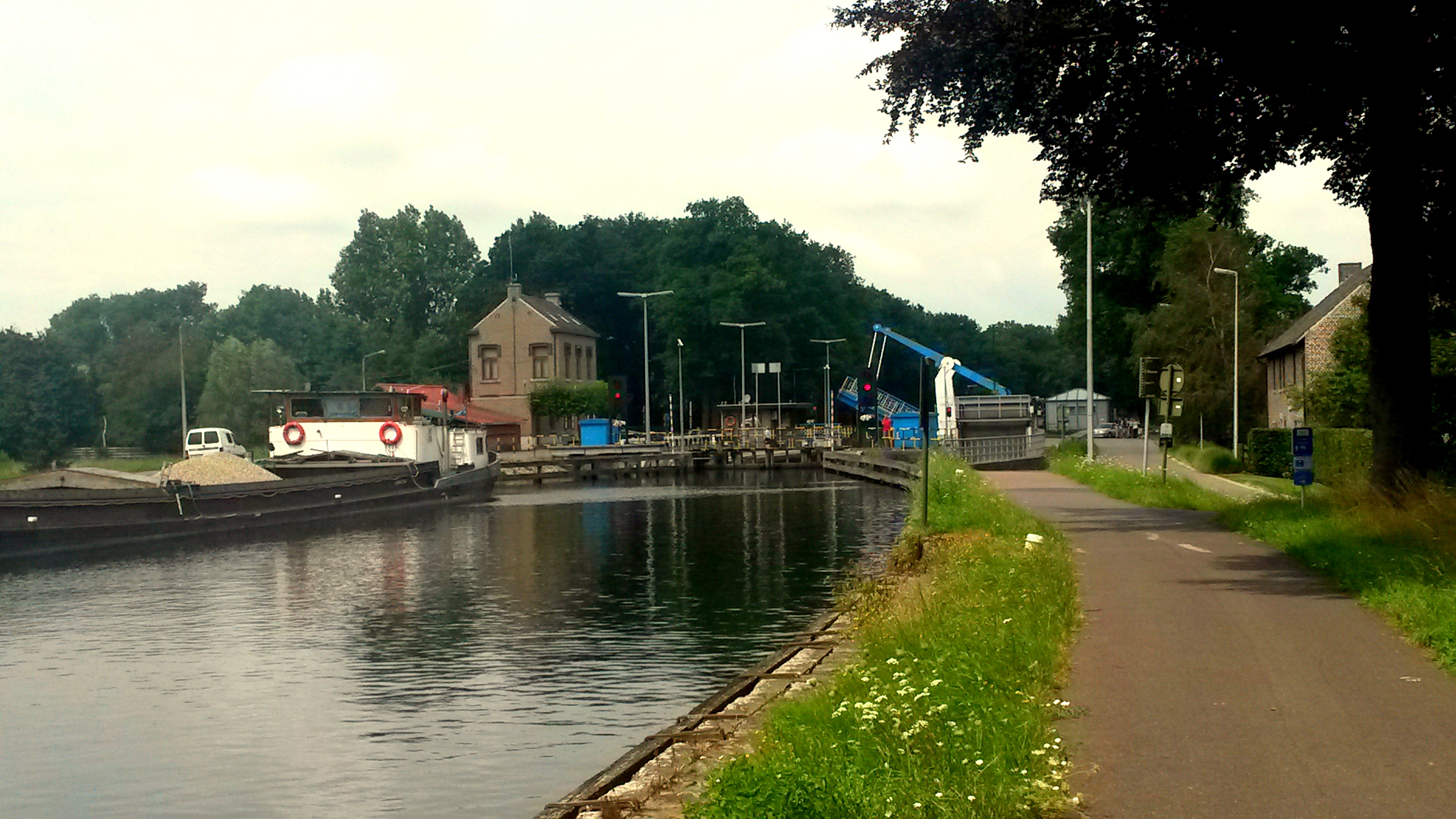
Sluis 18

Sluis 18 is een schutsluis in de Zuid-Willemsvaart nabij Bocholt.
De sluis ligt bovenstrooms van Sluis 17 te Lozen en benedenstrooms de monding van het Kanaal Bocholt-Herentals.
Een ophaalbrug verbindt de Achelsedijk en de Snellewindstraat, gelegen aan weerszijden van het kanaal.